# 阿里山錐頭姬蛛
阿里山錐頭姬蛛（学名：Phoroncidia alishanense）为姬蛛科錐頭姬蛛屬下的一个种。